# قائمة المخترعين الذين قتلتهم اختراعاتهم

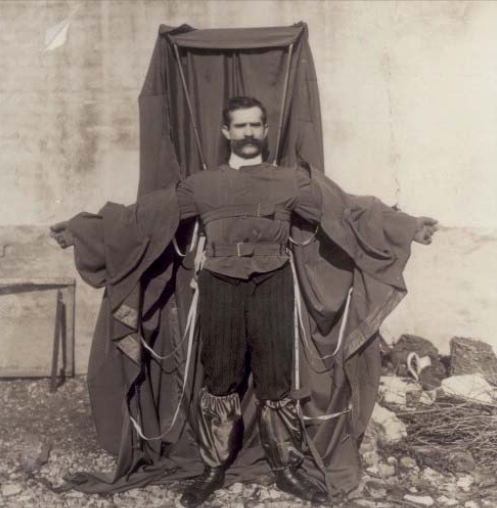
فرانز رايكلت في عام 1912 حاول استخدام هذه الأداة غريبة الشكل كمظلة وتوفي بعد أن قفز من برج ايفل وهو يرتدي اختراعه الذي فشل في العمل كما هو متوقع.

هذه القائمة خاصة بالمُخترعين الذين كانت وفاتهم بطريقة ما ناتجة عن أو مُرتبطة بمنتج أو عملية أو إجراء أو ابتكار قاموا باختراعه أو تصميمه.

## إصابات مباشرة

### السيارات
- فريد دوسنبرغ (1876-1932)الذي قتل في حادث على الطريق السريع في سيارة دوسنبرغ.[1]
- وليام نيلسون (1879-1903)، وهو موظف في شركة جنرال إلكتريك، اخترع طريقة جديدة للدراجات الآلية. ثم سقط من على نموذج للدراجة الخاصة به أثناء اختبار سرعة.[2]
- توفي سيلفستر هـ. روبر، مخترع ما يسمي بالدراجة البخارية، توفي إثر نوبة قلبية أو حادثة بعد النوبة وذلك خلال اختبار سرعة في عام 1896. ولم يعرف ما إذا كان الحادث تسبب بالنوبة قلبية أو العكس.[3]
- فرانسيس إدغار ستانلي (1849-1918)، قتل بينما كان يقود سيارة ستانلي البخارية. صدم بسيارته في الحطب أثناء محاولة لتجنب عربات مزرعة السفر والتي كانت بجانبه على الطريق.[4]

### طيران
- إسماعيل بن حماد الجوهري مات في فترة ما بين (1003-1010)، وهو باحث كازاخستاني تركي مسلم من فاراب، حاول الطيران باستخدام جناحين خشب وحبل. قفز من فوق سطح مسجد في نيسابور وتوفي إثر سقوطه.[5]
- جان فرانسوا بيلاتير دي روزيير كان أول حالة وفاة معروفة في حادث طيران حين تحطم منطاد روزيير الخاص به في 15 يونيو 1785 اثناء قيامه هو وبيار رومان عبور القناة الإنجليزية.
- أوتو ليلينتال (1848-1896) توفي في نفس اليوم بعد إصطدامه بواحدة من الطائرات الشراعية المعلقة الخاصة به.[6]
- فرانز رايكلت (1879–1912), خياط، توفي إثر سقوطه من الطابق الأول من برج إيفل بينما كان يختبر اختراعه، المظلة المعطف. وكانت أول محاولة له مع المظلة، وأبلغ السلطات إن أول اختبار له كان مع دمية.[7]
- أوريل فلايكو (1882-1913) توفي عندما طائرته التي قام بتصنيعها،[8] «فلايكو الثاني» فشلت أثناء محاولة عبور جبال الكاربات عن طريق الجو.[9]
- هنري سمولنسكي (توفي 1973) وقتل خلال رحلة تجريبية «أفي ميزار»، سيارة تحلق على أساس «بنتو فورد» وهوالمنتج الوحيد للشركة التي أسسها.[10]
- مايكل داكر (توفي 2009، سن 53) توفي بعد اختبار جهاز الاجرة الطائر الخاص به التي تسمح بسرعة وبأسعار معقولة التنقل بين المدن الإقليمية.[11]

### صناعية
- وليام بولوك (1813-1867) اخترع المطبعة الدوارة على الشبكة.[12][13] بعد عدة سنوات من اختراعه لها، تم سحق رجله أثناء تثبيت جهاز جديد في فيلادلفيا. القدم المسحوقة طورت غرغرينا ومات بولوك خلال البتر.

### بحرية

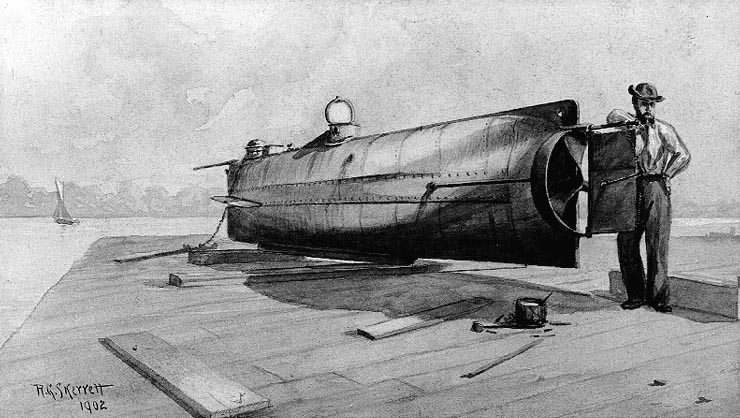
غواصة هنلي

- هوراس لوسون هنلي (توفي عام 1863، سن 40)، مهندس البحرية الكونفدرالية ومخترع الغواصة المقاتلة الأولى، هنلي، توفي أثناء تجربة سفينته. خلال اختبار روتيني من الغواصة، والتي عانت بالفعل من حادث واحد، أخذ هنلي السيطرة. وبعد فشله في أن تطفو على السطح، غرق هنلي وسبعة آخرين من أفراد الطاقم.[14] البحرية أنتشلت الغواصة ووضعتها مرة أخرى في الاستخدام.

### طبية
- توماس ميدجلي الابن (1889-1944)كان مهندس أمريكي وكميائي الذي اصيب بمرض شلل الأطفال في سن 51 عاما، تاركاً إياه بإعاقة شديدة. وابتكر نظام محكم من الحبال والبكرات لمساعدة الآخرين في رفعه من علي السرير. وتشابك بطريق الخطأ في الحبال الخاصة بالجهاز ومات من الخنق في سن ال 55. ومع ذلك، فهو أكثر شهرة وبشكل مسيء للسمعة بإثنين من اختراعاته الأخرى: ورباعي إيثيل الرصاص (TEL) مضافة إلى البنزين، ومركبات كلوروفلوروكربون(مركبات الكربون الكلوري فلورية).[15][16][17]
- ألكسندر بوجدانوف (22 أغسطس 1873 - 7 أبريل 1928) كان طبيب روسي، فيلسوف، كاتب الخيال العلمي وثوري من العرق البيلاروسي والذي قام بتجربة عملية نقل الدم، في محاولة لتحقيق الشباب الأبدي أو على الأقل تجديد جزئي. توفي بعد أخذ الدم من طالب يعاني من الملاريا والسل، والذي من الممكن ايضاً ان تكون فصيلة دم خاطئة.[18][19]

### فيزياء
- ماري كوري (1867-1934) اخترعت عملية لعزل الراديوم بعدما شاركت في اكتشاف عناصر الراديوم المشع والبولونيوم.[20] وقد توفيت من فقر الدم اللاتنسجي نتيجة التعرض لفترات طويلة للأشعاعات الأيونية الصادرة عن بحثها. مخاطر الإشعاع لم تُفهم جيدا في ذلك الوقت.[14][21]
- بعض الفيزيائيين الذين عملوا على اختراع القنبلة الذرية في لوس ألاموس توفوا من التعرض للإشعاع، بما في ذلك هاري داليان (1921–1945) ولويس سلوتن (1910-1946)، حيث تعرض الاثنان لجرعات قاتلة من الإشعاع في حوادث حرجة منفصلة تنطوي على نفس المجال من البلوتونيوم.[22]
- اخترع سابين أرنولد فون سوكوكي أول طلاء إنارة قائم على الراديوم، لكنه توفي في نهاية المطاف من فقر الدم اللاتنسجي الناتج عن تعرضه للمواد المشعة، "ضحية لاختراعه.[23]

### الدعاية والترفيه
- كاريل سوجاك (أبريل 1947 – 20 يناير 1985) كان بهلوان كندي محترف حيث طور برميل ممتص للصدمات. توفي إثر إثبات عبارة عن برميل يتم إسقاطه من سقف قبة هيوستون. وكان أصيب بجروح قاتلة عندما ضرب البرميل الخاص به حافة خزان المياه الذي يهدف إلى تخفيف سقوطه.[24]

### عقوبة
- لي سي (208 قبل الميلاد)، رئيس وزراء في عهد أسرة تشين، تم إعدامه من خلال طريقة خمسة آلام التي كان قد وضعها.[25][26][27]
- جيمس دوغلاس، الإيرل (لقب إنجليزي) الرابع من مورتون (1581) تم إعدامه فيادنبره في اسكتلندا البكر حيث قد كان قدم إلي اسكتلندا نائباَ لجلالة الملك.[28]

### السكك الحديدية
- فاليريان أباكوفسكي (1895–1921), قام ببناء أيروواجون [الإنجليزية], وهي عربة قطار تجريبية عالية السرعة مزودة بمحرك طائرة ومروحة جر. وكان من المفترض ان تحمل المسؤولين السوفييت في يوم 24 يوليو عام 1921، قامت مجموعة يقودها فيودور سيرجييف اخذوا أيروواجون من موسكو إلي مناجم الفحم في تولا لأختباره وبوجود أباكوفسكي أيضا على متنها. نجحوا بالوصول إلي تولا، ولكن على طريق العودة إلى موسكو أيروواجون تخرج عن مسارها بسرعة عالية، مما أدي إلي مقتل كل شخص على متنها، متضمنا أباكوفسكي (في سن 25).[29]
- جروج جاكسون تشيرشورد (1857-1933)، الرئيس السابق للهندسة الميكانيكية للسكك الحديدية الغربية العظمي، ضرب وقتل على يد بادينغتون إلى فيشجوارد إكسبرس، سجلت على إنها رقم 4085 'قلعة بيركلي'. القاطرة كانت من فئة القلعة، تصميم ناجح بواسطة تشارلز كوليت والذي تأثر إلى حد كبير ب تشيرشورد.

### الصواريخ
- ماكس فالير (1895–1930)اخترع محركات الصواريخ التي تعمل بالوقود السائل، كعضو في سنة 1920 من مجتمع إطلاق الصواريخ الألماني فيراين فير رامشيفرات [الإنجليزية], في 17 مايو 1930 إنفجر المحرك المزود بكحول كوقود في مقعد التدريب الخاص به في برلين، مما أدي إلي مقتله في الحال.[30]

## الأساطير الشعبية والقصص ذات الصلة

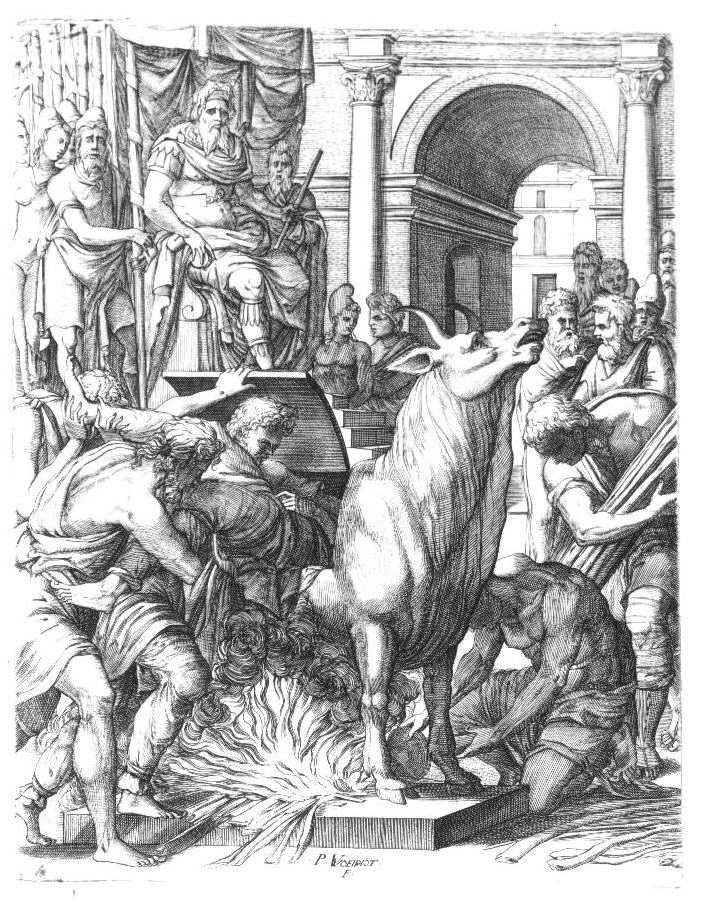
بيريلوس الأثيني يتم دفعه داخل الثور البرونزي

- جيم فايكساكس (1932–1984) قام بتأليف الكتاب الأكثر مبيعاً، الكتاب الكامل عن الركض(1977), وينسب له الفضل في بدء ثورة اللياقة البدنية الأمريكية، الترويج لرياضة الركض وما يدل على على الفوائد الصحية من الركض. في 20 يوليو 1984, فايكساكس توفي في عمر ال52 من نوبة قلبية مفاجئة، بعد فترة الركض اليومية له، عند 15 طريق فرمونت في هاردويك، فيرمونت. [31][32]
- جوزيف إيجنياس جيوتن (1738–1814) في حين انه لم يخترع المقصلة، أصبح اسمه مسمي لها.[33] وانتشرت شائعات انه مات من قبل هذه الألة، ولكن تظهر المراجع التاريخية أنه توفي لأسباب طبيعية.[34]
- جيمس «جيمي» هاسلدون (1948–2010), قام مؤخراً بشراء شركة إنتاج سيجواي، توفي في حادثة الدراجة ذات المركبة الواحدة. (دين كامين اخترع سيجواي).)[35]
- وان هو، وهو مسؤول صيني في القرن السادس عشر، يقال إنه حاول إطلاق نفسه إلي الفضاء على كرسي معلق به 47 صاروخا. الصواريخ انفجرت، وقد قيل إنه لا هو ولا الكرسي تمت رؤيتهم مرة أخرى.
- بيريلوس الأثيني (حوالي 550 قبل الميلاد)، وفقا للأسطورة، كان أول واحد تم قليه في ثور برونزي كان قد قام بصنعه لفالاريس الصقلي لإعدام المجرمين.[36][37]

## وصلات خارجية
- John Redford's "Doomed Engineers" page